# Karl Hessenberg
Karl Adolf Hessenberg (* 8. September 1904 in Frankfurt am Main; † 22. Februar 1959 ebenda) war ein deutscher Elektrotechnik-Ingenieur und Mathematiker.

## Leben und Wirken
Hessenberg studierte Elektrotechnik an der Technischen Hochschule Darmstadt zwischen 1925 und 1930. Er promovierte 1942 bei Alwin Walther, die Dissertation trägt den Titel „Die Berechnung der Eigenwerte und Eigenlösungen linearer Gleichungssysteme“.
Nach Karl Hessenberg wurden die Hessenbergmatrizen benannt. Meist wird auch heute noch als Ursprung dieser Art von Matrizen die Dissertation von Hessenberg zitiert, z. B. in dem Buch über Matrizen von Rudolf Zurmühl. Dabei wird der Titel meist mit „Auflösung linearer Eigenwertaufgaben mit Hilfe der Hamilton-Cayleyschen Gleichung“ angegeben. Ihren Ursprung haben die Hessenbergmatrizen aber in einem Bericht des IPM (Institut für Praktische Mathematik) Darmstadt. Der Titel des Berichts ist „Behandlung linearer Eigenwertaufgaben mit Hilfe der Hamilton-Cayleyschen Gleichung“, also nahezu jener fälschlich der Dissertation zugeordnete Titel. Erschienen ist der Bericht 1940.
Karl Hessenberg ist der Bruder des Komponisten Kurt Hessenberg und Urenkel des Arztes und Kinderbuchautors Heinrich Hoffmann.
Hessenbergs Leben und Werk wurden erst durch den japanischen Wissenschaftler Seiji Fujino, angefangen mit einer Anfrage im NA-Digest, wieder ins Bewusstsein der numerischen Mathematiker gerufen. Das von Hessenberg entwickelte Verfahren wurde von James Hardy Wilkinson in seinem Buch „The Algebraic Eigenvalue Problem“ zu den sogenannten generalisierten Hessenberg-Verfahren weiterentwickelt.
Das Verfahren von Hessenberg, wie auch die generalisierten Varianten von Wilkinson, gehören zur Klasse der Krylow-Unterraum-Verfahren. Obwohl das Verfahren von Hessenberg eines der ältesten Verfahren dieser Art ist (es erschien zehn Jahre vor den Veröffentlichungen von Cornelius Lanczos und Hestenes & Stiefel) hat es immer noch eine gewisse Aktualität. Aufbauend auf dem ursprünglichen Verfahren von Hessenberg hat Hassane Sadok 1999 eine residuenminimierende Methode (Changing Minimal Residual method based on the Hessenberg process, kurz CMRH) entwickelt, welche eine Alternative zur Lösung dichtbesetzter linearer Gleichungssysteme mittels gaußschen Eliminationsverfahrens darstellt.